# الموعد (فلم)
فيلم الموعد (بالإسبانية: La Cita) فيلم إسباني-إفريقي قصير، أنتج في العام 2011.

## ملخص الفلم
شاب يستيقظ في صباح أحد الأيام ويتلقى مكالمة من صديقته. قرروا الاجتماع في بار. يذهب هناك وينتظر، وقال انه يحاول دعوتها ولكن ليس هناك إشارة. وقال انه لا يكف عن الدعوة لها، ولكن لا توجد وسيلة للحصول على اتصال مع صديقته. يمر الوقت الذي كان ينمو في السن وكبار السن ... حتى يموت. بعد عشرين عاما، والإشارة إلى الوراء، ومن المقبرة، نسمع فتاة تتحدث على الهاتف، وتبحث عن صديقها.